# گریت ویکرینگ
گریت ویکرینگ (به انگلیسی: Great Wakering) یک روستا و محله مدنی در بریتانیا است که در Rochford واقع شده‌است. گریت ویکرینگ ۵٬۵۸۷ نفر جمعیت دارد.